# Coelioxys scitula
Coelioxys scitula là một loài Hymenoptera trong họ Megachilidae. Loài này được Cresson mô tả khoa học năm 1872.